# Port'Alba
Port'Alba es una antigua puerta de la ciudad de Nápoles, Italia, situada en el lado izquierdo del hemiciclo de la Piazza Dante, llamada antiguamente Largo Mercatello.

## Historia

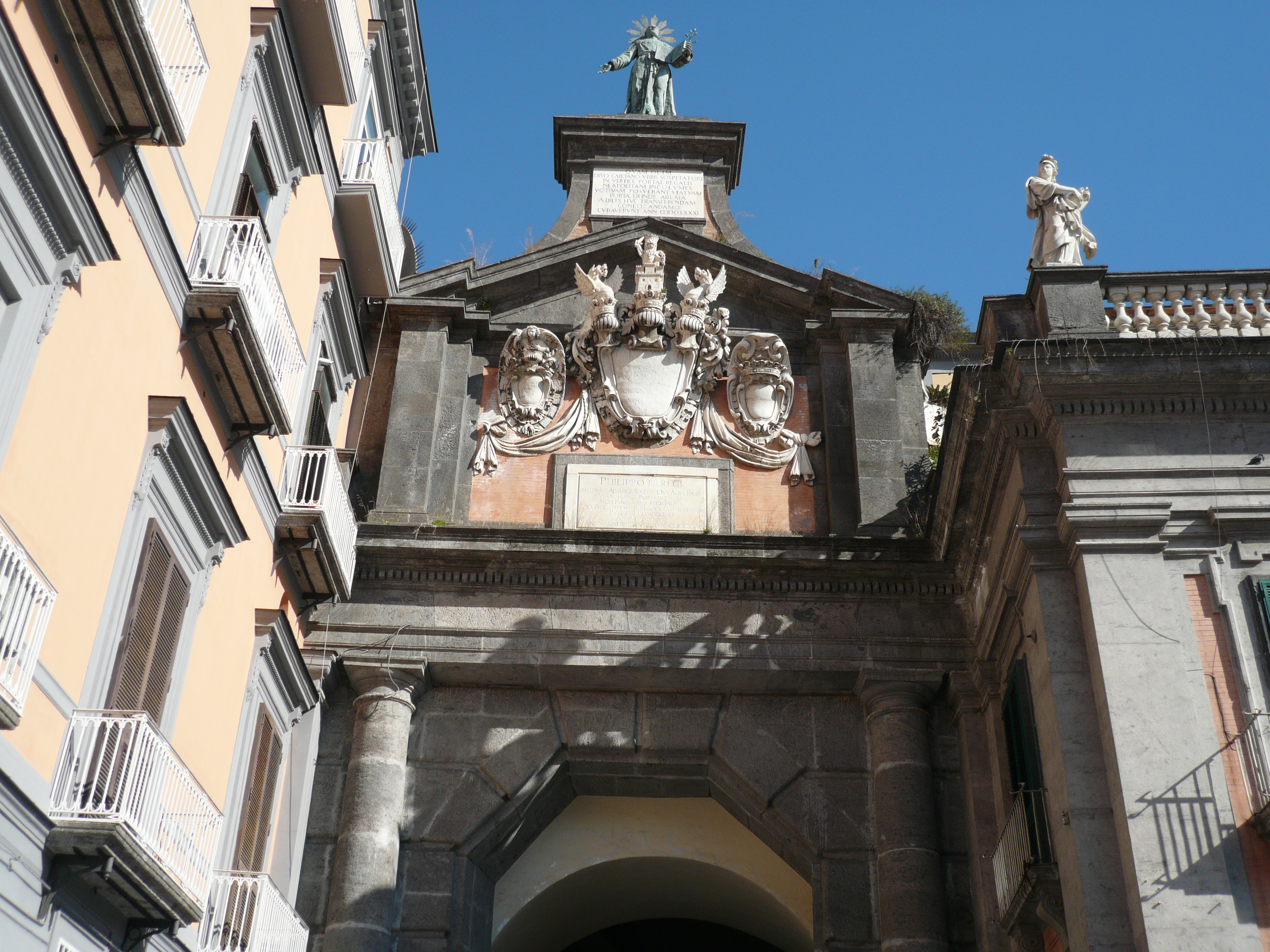
Detalle de la decoración de la puerta.

Port'Alba recibe su nombre de Don Antonio Álvarez de Toledo, duque de Alba y descendiente de Don Pedro de Toledo, virrey español que la hizo construir en 1625. La puerta se abrió en las antiguas murallas de la dinastía de Anjou en sustitución de un torreón, para agilizar el paso de la población, que había realizado una apertura en el muro para atravesar de una zona a otra de la ciudad.
Fue el arquitecto Pompeo Lauria quien recibió el encargo del duque de Alba para la construcción de la obra y decidió abrir un paso en el torreón, que se llamó precisamente Port'Alba (aunque era muy distinta de la puerta actual) y se decoró con tres escudos: el de Felipe III, el de la ciudad de Nápoles y el del virrey.
En 1656 el pintor Mattia Preti decoró la puerta con algunos frescos, que representaban la Vergine con San Gennaro e San Gaetano ("Virgen con san Genaro y san Cayetano") y la escena de los apestados moribundos, mientras que la colocación de la estatua de san Cayetano, proveniente de la demolida Porta dello Spirito Santo, data de 1781.
En los alrededores de Port'Alba se han producido, durante sus cuatro siglos de existencia, varios hechos históricos. Aquí fue asesinado el 26 de marzo de 1668 Cesare d'Aquino, príncipe de Pietrelcina (nacido en 1615).
Las obras de reconstrucción y ampliación que dejaron la puerta tal y como se nos presenta en la actualidad fueron realizadas en 1797 y en ellas se colocó una inscripción que mencionaba a Fernando IV de Borbón, que fue retirada durante los sucesos de la República Partenopea de 1799.

## Via Port'Alba

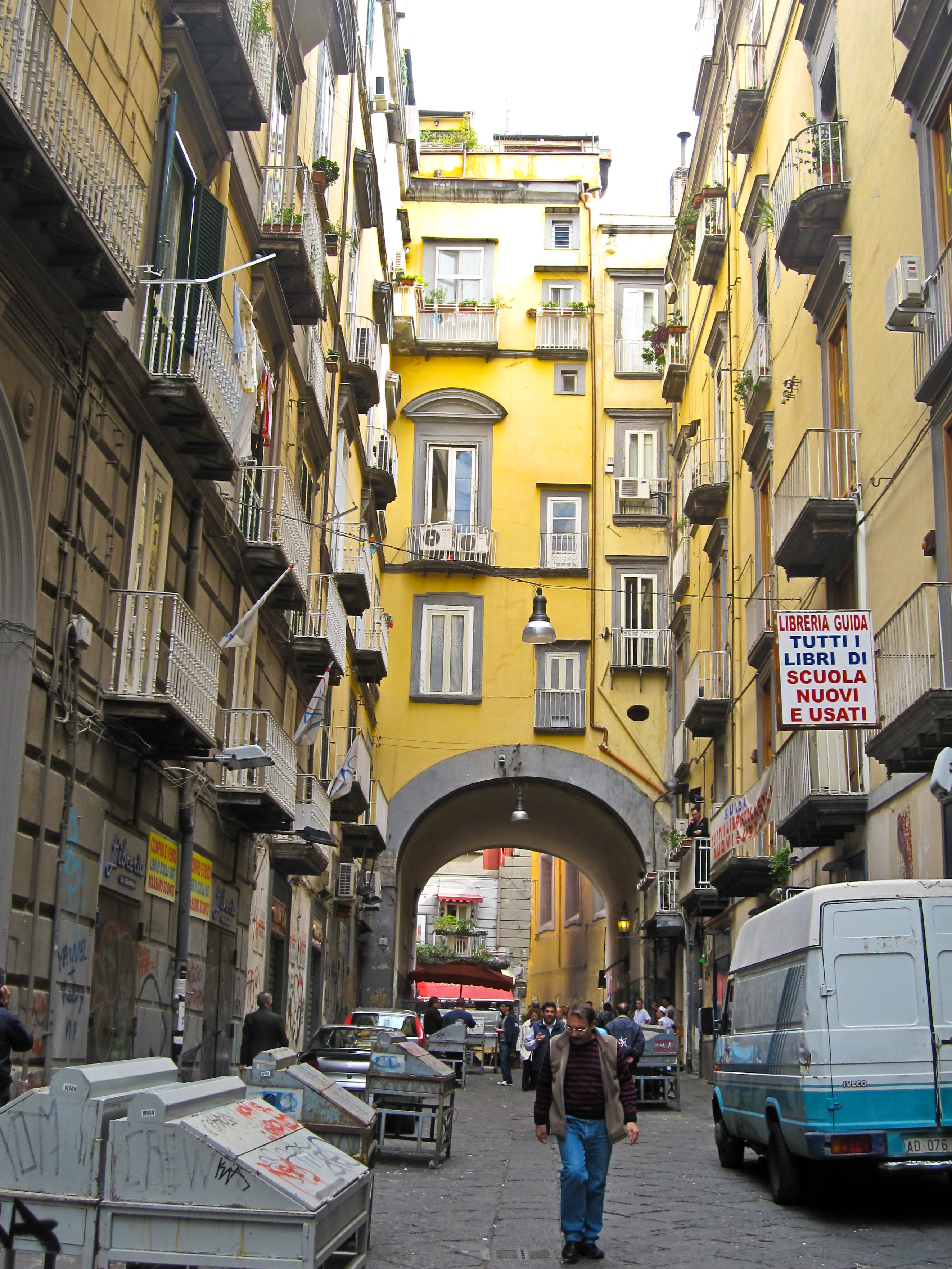
La Via Port'Alba, muy conocida por su mercado de libros.

La puerta permite el acceso a la homónima Via Port'Alba, conocida por sus numerosas librerías y cuyos edificios datan del siglo XVIII. Una vez pasada la antigua puerta, los pocos metros de la calle constituyen el punto inicial del decumano mayor y sirven para unir la Piazza Dante con la Piazza Bellini.
A mitad de la calle está la Libreria Guida, declarada por el Ministerio de Cultura bene culturale dello Stato en noviembre de 1983 por su actividad editorial.
En el acceso de la calle desde el otro lado, en la Piazza Bellini, hay una placa de 1796 que servía para dar a conocer a los ciudadanos que si se encontraban en el lugar vendedores ambulantes obstruyendo el paso de los carruajes y peatones, serían castigados con multas. La placa recita las siguientes palabras:

Bando da parte degli eccmi signori deputati del tribunale della fortificazione ed acqua di questa fedelissima città convenendo al comodo e buon servizio pubblico che l'atrio di porta suscella sia sgombro e sbarazzato affatto di tal che sia sempre libero il passaggio dé cittadini delle carrozze, e delle altre vetture perciò avendo avuta notizia ch'esso atrio continuam venga ingombrato da venditori de commestibili, quindi ciè paruto di fare il presente bando col quale ordiniamo a tutt' e qualsivog persone che non ardiscano da oggi in avanti tenere nel suddetto atrio posti, sporte ed altri simili imbarazzi, sotto pena di dvc da esigersi irremisibilm da controventori ed acciò l'ordine venga a notizia di tutti, né possa allegarsi causa di ignoranza, vogliamo che il presente nostro bando si pubblichi in o' luogo, e poi si affigga in s. Lorenzo li 19 gennaio 1796.
Li deputati del tribunale della fortificaz. mattonata, ed acqua di questa fedelis. città
il duca di Bagnoli
Vincenzo Spinelli
Giuseppe Serra
Gio Lonardo Mascia.
Bando de parte de los excelentísimos señores diputados del tribunal de la fortificación y agua de esta fidelísima ciudad acordando para el cómodo y buen servicio público que el atrio de la Porta Suscella esté vacío y totalmente libre de manera que siempre permita el paso de ciudadanos, carruajes y otros vehículos, por tanto, habiendo tenido noticia de que dicho atrio está lleno continuamente de vendedores de alimentos, hemos emitido el presente bando con el que ordenamos a todas y a cualquier persona que no ose a partir de ahora colocar en dicho atrio puestos, cestas y otros obstáculos similares, bajo pena de exigirse irremediablemente multa y para que la orden sea conocida por todos, y no pueda alegarse causa de ignorancia, queremos que el presente bando se publique en el lugar, y luego se coloque en san Lorenzo el 19 de enero de 1796. Los diputados del tribunal de fortificación, construcciones y agua de esta fidelísima ciudad
el duque de Bagnoli
Vincenzo Spinelli
Giuseppe Serra
Gio Lonardo Mascia.

Frente a la placa está la Antica Pizzeria Port'Alba, la primera pizzería del mundo, fundada en 1738.
Finalmente, desde el acceso a la calle de Piazza Dante, en el primer palacio a la derecha nació santa Caterina Volpicelli.